# Sorrydemocratie
Sorrydemocratie is een politiek term waarmee een beleidscultuur wordt aangeduid waarin bewindspersonen ernstige fouten van zichzelf, of van ambtenaren waarvoor ze verantwoordelijk zijn, afdoen met een excuus aan het parlement, terwijl de ernst van de fouten eigenlijk tot aftreden zou moeten dwingen. Het woord werd geïntroduceerd door Jan Marijnissen naar aanleiding van een Tweede Kamerdebat over Iraanse vluchtelingen en vervolgens door Ed van Thijn als boektitel gebruikt. Sinds 2005 is het opgenomen als lemma in Van Dale.
De Nederlandse regering had in 1995 besloten dat Iran een 'veilig land' was en dat er zodoende uitgeprocedeerde asielzoekers naar konden worden teruggestuurd. Dit terugsturen was is in het parlement niet geheel onomstreden en daarom beloofde staatssecretaris Schmitz de Kamer dat ze toezicht zou laten houden op de veiligheid van teruggezonden asielzoekers. In 1997 bleek dat dit al bijna een jaar lang niet meer gebeurde onder druk van de Iraanse autoriteiten. Schmitz was daarvan zelf lange tijd niet op de hoogte vanwege een 'communicatiestoornis' binnen haar departement. Verantwoordelijk voor het toezicht was niet Schmitz maar staatssecretaris Michiel Patijn van Buitenlandse Zaken. Hij was wél op de hoogte van het stopzetten van het toezicht, maar vond het thema te gevoelig om in de publiciteit te brengen. Ter verantwoording geroepen door de Kamer boden beiden hun excuses aan voor gemaakte fouten, maar behielden hun positie, ondanks een motie van afkeuring van vrijwel de gehele oppositie.